# Kucsiki Bjakuja
Kucsiki Bjakuja (朽木 白哉; Hepburn: Kuchiki Byakuya) egy kitalált karakter a Bleach című anime és manga sorozatból. Megalkotója Kubo Tite. A sorozatban Bjakuja a sinigamik 6. Osztagának kapitánya, hadnagya pedig Abarai Rendzsi.

## Jelleme
Bjakuja a nemes Kucsiki klán 28. vezetője. Ehhez párosul arisztokratikus viselkedése. Gyakran viselkedik lekezelően másokkal szemben, arrogáns. Ezen kívül különlegesen higgadt, még küzdelem közben is. Érzelmeit nem mutatja ki. Ironikus, hogy fiatalabb korában lobbanékony és forrófejű természete volt, és ebben hasonlított Kuroszaki Icsigóra és Abarai Rendzsire.
Bjakuja törvénytisztelő, előírásos. Nézetei szerint a törvények betartása mindennél előbbre való, és azok akik megszegik a törvényt, mindenképpen büntetést érdemelnek. Mint kapitány, keményem munkálkodik egy békés társadalomért. Fagyos természete ellenére nem rest harcba szállni bárkivel, aki a szeretteit bántalmazza. 
Bjakuja kedveli az esti sétákat és a csípős ételeket.     

## Megjelenés
Bjakuja a kapitányok szokásos fehér haoriját viseli, illetve annak ujjatlan változatát. Kezein ujjatlan kesztyű van, hosszú fekete hajában pedig egy különleges dísz látható ami nemesi származását hangsúlyozza ki. Fehér sálat visel, melyet a Kucsiki klán vezetői generációról generációra adnak át egymásnak. 

## Múlt
Keveset tudunk Bjakuja múltjáról. Fiatal korában arra készült hogy átvegye a klán vezetését a nagyapjától - ki ekkoriban a 6. osztag kapitánya volt - Kucsiki Ginreitől. Ginrei szerint azonban Bjakuja forrófejű viselkedése alkalmatlanná tette őt erre a feladatra. Fiatalon sokat fogócskázott sunpóval Sihóin Joruicsivel, azonban sosem tudta elkapni.
Ötvenöt évvel a Bleach cselekményei előtt összeházasodott Rukia nővérével, Hiszanával, és emiatt megszegte klánja szabályait. Hiszana ugyanis egy közember volt, Rukongai egyik legszegényebb kerületében élt. Mielőtt lázban meghalt volna, megígértette Bjakujával, hogy fogadja Rukiát a húgává, és ne meséljen neki a valódi származásáról. Erre egy évvel később került sor, mikor Rukia a Sinigami Akadémiára került. Ezzel beváltotta a feleségének tett ígéretét, azonban ismét megszegte a klánja törvényeit. Ekkor szánta el magát hogy soha többé nem szegi meg a szabályokat és azokat betartva fog élni. Mikor Rukiát halálra ítélték, belső konfliktusai voltak. 
Bjakuja nagyjából 50 évvel a sorozat kezdete előtt vált kapitánnyá (röviddel azelőtt hogy Rukia belépett a 13. Osztagba) ugyanakkor mint Icsimaru Gin. Mikor Gin és Bjakuja találkoztak, rövid társalgást rendeztek egymás közt. 

## Képességei
Bjakuja az egyik legképzettebb kapitánynak számít. A sinigami harcmodor minden ágában (kardforgatás és kidó) egyaránt képzett. Könnyű szerrel képes hadnagy rangú ellenfelek legyőzésére. 
Bjakuja különlegesen képzett a sunpó technikában, amit Joruicsitől sajátított el, azonban sosem lett gyorsabb nála. Joruicsi megtanította Bjakuját olyan technikákra melyekhez nélkülözhetetlen a sunpó, mint például az ucuszemi (空蝉 'üres kabóca'). Bjakuja kedvelt technikája a szenka (闪花 'villámvirág', Animax: Futótűz). A technika lényege hogy Bjakuja a célpont mögé kerül és gyors döfésekkel véget vet az életének.
Bjakuja látványosan jól kezeli a Kidót is. Képes ráolvasás nélkül használni egy 81-es számú varázslatot. Egy közepes szintű támadással képes volt összezavarni Abarai Rendzsi Bankai formáját is, valamint lebénította Icsigót egy 4-es számú támadó mágiával, a Bjakurai-al.   
Ezen kívül kitűnő kardforgató. Mint kapitány, képes a Shikai és a Bankai használatára. A Bankait nagyon jól sikerült kiismernie, több szinten is tudja használni a Zanpakutója támadásait.

## Zanpakutó
Kucsiki Bjakuja kardját Szenbonzakurának (千本桜 'Ezer cseresznyevirág szirom' Animax: Ezer virágszirom) hívják. 
Shikai: Szenbonzakura Shikai formája a "Szétszóródni!" (散れ csire, Animax: Hullj le!) parancsszóra jön elő. Szenbonzakura pengéje ragyogni kezd, majd több ezer apró, fényben virágsziromra hasonlító pengévé oszlik szét, amiket Bjakuja az akaratával irányítva megtámadja az ellenfelet amik több ezer apró, vérző sebet ejtenek rajta. A pengét meg lehet állítani, míg nem oszlik szét teljesen, ahogy Joruicsi is megállította Szenbonzakurát mikor megmentette Icsigót. Valamint Rendzsi is meggátolta a kardot a szétszóródásban, mikor Bjakuja ellen küzdött. Ha a kezeit is használja a pengék irányításához, Bjakuja megduplázza a támadás sebességét.
Bankai: Szenbonzakurát Bankai formában Szenbonzakura Kagejosinak (千本桜景厳 'Ezer vibráló cseresznyevirág szirom', Animax: Ezer Ragyogó Virágszirom) hívják. Lényegében a Shikai változat sokszorosítása. Előhívásához Bjakuja kardját a pengével lefelé tartja, majd magasból elengedi, és a kard elmerül a földben, mintha csak vízbe esett volna. Ezután Bjakuja háta mögött hatalmas pengék törnek elő a földből, amik - hasonlóan a Shikaihoz - szétszóródnak több millió apró pengévé. Ezeket a pengéket Bjakuja már egyszerre képes támadásra és védekezésre is használni. Általában egy hatalmas masszát formáz velük, és azzal támadja meg az ellenfelet. 
Bjakuja Bankai formájának több szintje is van. Mikor használja őket, kimondja a Bankai nevét, majd a technika nevét. Mindegyik szintje megnöveli a támadást illetve a védekezést.
Bjakuja támadó technikája a Szenkei (殲景 'Semmisítsd meg!', Animax: Söpörd el!) Szenbonzakura Kagejosi. Mikor Bjakuja használja ezt a formát, a pengék kardokká egyesülnek Bjakuja és az ellenség között, és forogni kezdenek. Mivel a kardok meggátolják a szökést, Bjakuja így már teljesen az ellenfele elpusztítására koncentrálhat. Ebben a kardokból álló arénában Bjakuja segítségül hívhatja a kezébe a körülötte lévő kardokat, így ha megbénította az ellenséget, egy csapással végezhet is vele. Azok alapján amiket Bjakuja mondott a Szenkei formáról, eddig csak két ellenfele látta ezt a formát. Az első ismeretlen, a második azonban Icsigo volt. 
A professzionális védekező képességekkel bíró ellenségek ellen Bjakuja a Gókei (吭景 'Kulcsold össze!') Szenbonzakura Kagejosit használja. Ebben a formában a pengék az ellenség körül egy nagy kör formáját veszik fel, ahol nem hagynak rést a menekülésre. Ezután a pengék egyszerre rohanják le az ellenfelet. 
Bjakuja végső támadása a Súkei Hakuteiken (終景 - 白帝剣 'Végső felvonás - Fehér Birodalmi Kard', Animax: Végső forma - Fehér Császárpallos). Bjakuja ebben az alakban az összes pengét egyetlen kardba összpontosítja, ami fehér aurát bocsát ki magából. Szenbonzakura aurája Bjakujának fehér szárnyakat növeszt. Ezzel a támadással Bjakuja egyetlen nagy csapásra összpontosítja minden erejét, és így támadja meg az ellenfelét.

## Fordítás
- Ez a szócikk részben vagy egészben  a   Kuchiki Byakuya című angol Wikipédia-szócikk fordításán alapul.  Az eredeti cikk szerkesztőit annak laptörténete sorolja fel. Ez a jelzés csupán a megfogalmazás eredetét és a szerzői jogokat jelzi, nem szolgál a cikkben szereplő információk forrásmegjelöléseként.